# Rodelbahn Zwickau
Koordinaten: 50° 41′ 45,9″ N, 12° 29′ 14,5″ O
Die Rodelbahn Zwickau ist die erste Plastikrennschlittenbahn der Welt für die Sportart Rennrodeln. Die Rodelbahn befindet sich in Deutschland in Zwickau am Westsachsenstadion auf der stillgelegten Bergbauhalde des Vereinsglückschachts. Auf 370 m Gesamtlänge erstrecken sich 7 Kurven, mit modernen Schlitten sind Maximalgeschwindigkeiten von bis zu 90 km/h möglich.
Die Bahn wurde mithilfe von Karl Zenkers Engagement von 1975 bis 1979 errichtet und seitdem für den Kinder- und Jugendsport in der Region Zwickau genutzt. Auf ihr trainierten zahlreiche Rennrodeltalente wie Chris Eißler, Cathleen Martini, Ute Rührold, Bernd und Ulrich Hahn, Petra Tierlich, Michael Walter. Die Bahn wurde 2004 umfangreich saniert und bekam einen neuen Belag. Im Jahr 2019 wurde eine Kurve im Ziel ergänzt, um den Auslauf zu verlängern und damit modernen Schlitten Rechnung zu tragen.

## Lage und Umgebung
Das Bahngelände befindet sich linksseitig des Westsachsenstadions auf dem Südhang der Halde. Das Westsachsenstadion liegt nordöstlich der Rodelbahn und ist ein Sportobjekt für verschiedene Sportarten wie Fußball, Basketball, Radrennsport, Cross-Fit und weitere. Des Weiteren befindet sich um die Rodelbahn eine künstlich angelegte Mountainbikestrecke.
Die Zufahrt zur Rodelbahn erfolgt über die Geinitzstraße und die Auffahrt zum Westsachsenstadion.

## Konstruktion und Daten

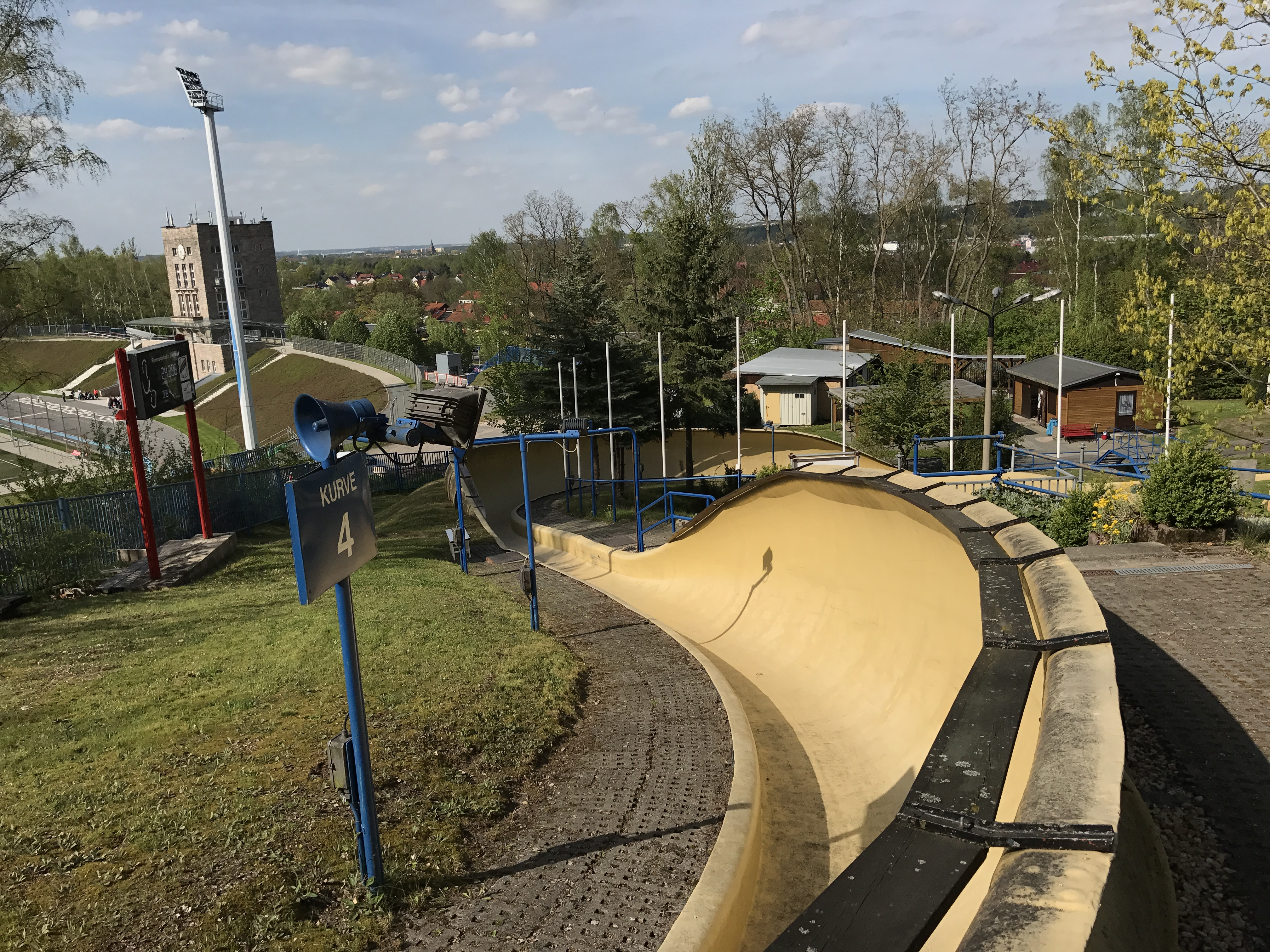
Ausblick vom Gelände der Rodelbahn

Als Werkstoff diente glasfaserverstärktes Polyesterharz, das mittels zweier Verfahren verarbeitet wurde. Teils erfolgte eine Laminierung der Bahnteile auf Auflageböcken, teils wurden Negativformen verwendet. Die Genauigkeit konnte auf plus/minus 2 mm eingestellt werden.
- Die Bahnstücken sind zwischen 2,5 m bis 5 m lang und die Kurven haben Radien zwischen 10 m und 29 m.
- Die Gesamtlänge beträgt 370 m auf 7 Kurven und die Zeitmessung kann auf bis zu 300 m und 6 Kurven erfolgen.
- Die Messgenauigkeit beträgt 1/1000 s.
- Das Durchschnittsgefälle beträgt 13,2 %.
- Die maximale Höhendifferenz beträgt 16 m.

## Entstehungsgeschichte
1975 begann die Planung des Rodelbahnbaus durch das Unternehmen WTZ Sportbauten Leipzig. Aus deren Planung ging ein Entwurf der Bahn mit fünf Kurven hervor, die heutige Kurve eins wurde erst später im Verlauf der Planung ergänzt. Die Bahnstücke wurden im damaligen RAW Zwickau gefertigt. 1977 konnte mit dem Bau der Bahn begonnen werden, dieser wurde durch Übungsleiter, eine Patenbrigade des Reichsbahnausbesserungswerks (RAW) „7. Oktober“ und zahlreiche ehrenamtliche Helfer realisiert. Am 6. Oktober 1979 konnte die Rodelbahn eröffnet und dem Verein übergeben werden. Bei ersten Fahrversuchen stellte sich heraus, dass die bis dahin genutzten Schlitten unbrauchbar waren, man entwickelte dafür eine neue Schlittenart mit vielen kleinen Hartplastikrollen, die sogenannten „Tausendfüßler“.

## Nutzung

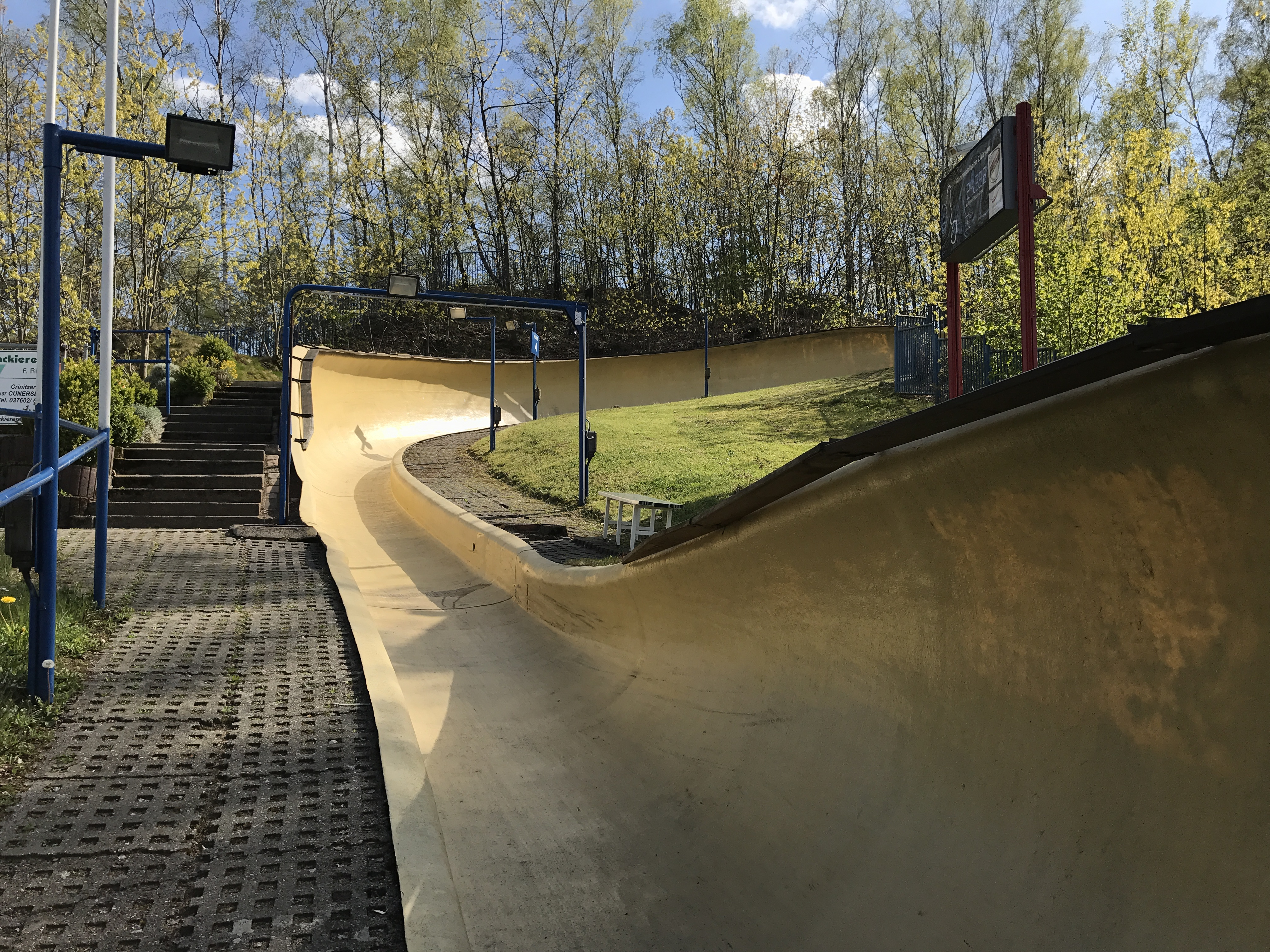
Kurve 4

Die Bahn ist eine Kunststoff-Rodelbahn für den Sommerbetrieb des Rodelsports. Früher konnte bei ausreichend langanhaltenden tiefen Temperaturen die Bahn als Natureisbahn auch im Winter genutzt werden. Dies ist heute aufgrund der durchweg zu warmen Witterungsbedingungen nicht mehr möglich. Eine künstliche Kühlung ist nicht vorgesehen.
Der Verein ESV Lokomotive Zwickau als Betreiber der Rodelbahn trainiert hauptsächlich mit Kinder- und Jugendliche aus der Region Zwickau und Lichtenstein. Dabei werden auf der Rodelbahn die jungen Talente des Rodelsports aus der Region gesichtet und gefördert. Besonders gute Sportler schaffen den Schritt zu sächsischen Olympiastützpunkten wie dem Olympiastützpunkt Oberwiesenthal und bis zur Nationalmannschaft.
Die Rodelbahn steht darüber hinaus für das Training von weiteren inländischen und ausländischen Rodelverbänden zur Verfügung. Auch Schulen, Horte und weitere Kindergruppen nutzen die Bahn regelmäßig. Die Nutzung der Bahn durch Erwachsene zu verschiedenen Anlässen wie Feiern oder Jubiläen erfreut sich zunehmender Beliebtheit.

## Startanlage
Zwischen 1999 und 2000 wurden neben der Rodelbahn Zwickau auf dem Gelände des Sportobjekts eine vereisbare Startanlage gebaut mit einer Gesamtlänge von 36 m. Die Startanlage verfügt über eine Kühlanlage mit einer Leistung von 8 kW, so dass auch bei Plusgraden ein Vereisen der Startanlage möglich ist. Dies ermöglicht den Sportlern eine längere und effektivere Vorbereitungsphase auf die Wintermonate und den damit verbundenen Wettkämpfen. Das Training auf Eis ist wichtig, da sich das Verhalten der Schlitten auf Eis erheblich vom Start mit einem Sommerschlitten unterscheidet.

## Karl-Zenker-Denkmal
Das Denkmal von Karl Zenker befindet sich in der Zielkurve und wurde dem verstorbenen Vorsitzenden der Sportkommission des Internationalen Rennrodelverbands (FIL) und Mitinitiator des Bahnbaus in Zwickau gewidmet. Das Denkmal wurde zu Ehren seines Lebenswerkes errichtet und steht unter dem Motto „Zenker – Zwickau – Ziele – Zukunft“.